# Mandy Moore
Amanda Leigh "Mandy" Moore (Nashua, 10 april 1984) is een Amerikaans zangeres en actrice.

## Levensloop
Moore werd geboren als dochter van een voormalig nieuwslezeres en een American Airlines-piloot. Ze begon met zingen toen zij de musical Oklahoma! zag. Ze groeide op in Florida, waar zij haar zangcarrière begon met het zingen van het nationale volkslied bij sporttoernooien in de buurt van Orlando. Op haar 14e werd ze gespot door een medewerker van FedEx die een demo opnam en verstuurde naar Epic Records, waar ze een contract van kreeg aangeboden. Op haar 15e kwam de single So Real uit en mocht ze meetoeren met de Backstreet Boys. In 2000 verscheen haar debuutalbum So Real met de hit Candy en werd ze bekend als tienerster. Hoewel ze in de Verenigde Staten en Azië een aantal hits had, is ze als zangeres nooit groot geworden. Vooral in haar beginjaren werd Moore vooral gezien als een Britney Spears-kloon.
In 2001 begon ze ook aan een filmcarrière met een hoofdrol in A Walk to Remember uit 2002, gevolgd door enkele hoofdrollen in vaak tienerfilms. Ook speelde ze een tijdje zichzelf in de HBO-serie Entourage. Hierin speelde ze het vriendinnetje van een van de hoofdrolspelers. Ze speelt ook Rebecca Pearson in de serie This Is Us. In 2019 kreeg ze voor haar televisiewerk een ster op de Hollywood Walk of Fame.

## Privé
Moore is getrouwd met muzikant Taylor Goldsmith, met wie ze drie kinderen heeft. Ze was eerder getrouwd met muzikant Ryan Adams.

## Discografie

### Albums
- 1999 - So Real
- 2000 - I Wanna Be with You
- 2001 - Mandy Moore
- 2003 - Coverage
- 2004 - The Best of Mandy Moore
- 2005 - Candy
- 2007 - Wild Hope
- 2009 - Amanda Leigh
- 2019 - Silver Landings

### Filmografie
- 2023 - Once Upon a Studio ... Rapunzel
- 2019 - Midway ... Ann Best
- 2018 - Ralph Breaks the Internet ... Rapunzel
- 2018 - The Darkest Minds ... dr Cate Connor
- 2017 - 47 Meters Down ... Lisa
- 2012 - Tron: Uprising[1] (stem) ... Mara
- 2011 - Love, Wedding, Marriage ... Ava
- 2010 - Rapunzel (stem) ... Rapunzel
- 2007 - Dedication ... Lily Riley
- 2007 - License to Wed ... Sadie Jones
- 2007 - Because I Said So ... Milly
- 2007 - Romance & Cigarettes ... Baby
- 2007 - Southland Tales ... Madeline Frost Santaros
- 2006 - Brother Bear 2 (stem) ... Nita
- 2006 - American Dreamz ... Sally Kendoo
- 2005 - Racing Stripes (stem) ... Sandy
- 2004 - Saved! ... Hilary Faye
- 2004 - Chasing Liberty ... Anna Foster
- 2003 - How to Deal ... Halley Martin
- 2002 - Try Seventeen (ook bekend als All I Want) ... Lisa
- 2002 - Kingdom Hearts (computerspel) ... Aeris
- 2002 - A Walk to Remember ... Jamie Sullivan
- 2001 - The Princess Diaries ... Lana Thomas
- 2001 - Dr. Dolittle 2 (stem)